# Walter Prior
Walter Prior (* 9. März 1947 in Siegendorf, Burgenland; † 13. April 2021) war ein österreichischer Politiker der SPÖ. Prior war von 1987 bis 2010 Abgeordneter zum Burgenländischen Landtag und ab 2000 dessen 1. Präsident.

## Ausbildung und Beruf
Walter Prior besuchte nach der Volksschule fünf Jahre lang ein Bundesrealgymnasium und absolvierte in der Folge die Baufachschule an der HTL Mödling. Prior arbeitete in der Folge von 1965 bis 1967 bei der Baufirma PLANA in Wien und Vöcklabruck. Danach war er 1967 bei der Firma Felsinger in Oeynhausen beschäftigt und wechselte 1968 an das Amt der Burgenländischen Landesregierung. 

## Politik
Prior war von 1977 bis 1997 Mitglied des Gemeinderats von Siegendorf und hatte zwischen 1983 und 1996 das Amt des Bürgermeisters inne. Prior übernahm zwischen 1993 und 2001 auch die Funktion des Präsidenten des Sozialdemokratischen Gemeindevertreterverbandes und war, als Angehöriger der kroatischen Volksgruppe, Präsident der SPÖ-Mandatare aus kroatischen und gemischtsprachigen Gemeinden von 1988 bis 2003.
Zudem hatte Prior seit 1993 die Funktion des Bezirksparteivorsitzenden des SPÖ Eisenstadt-Umgebung inne und war Mitglied im burgenländischen Landesparteipräsidium und Landesparteivorstand. Prior war von 2003 bis 2005 Mitglied des Österreich-Konvents und war stellvertretendes Mitglied im Europäischen Ausschuss der Regionen (Brüssel). Ab dem 30. Oktober 1987 vertrat Prior die SPÖ als Abgeordneter im Burgenländischen Landtag, wobei er ab dem 28. Dezember 2000 das Amt des Ersten Landtagspräsidenten ausübte. Nach der Landtagswahl im Burgenland 2010 beendete Prior seine politische Karriere und zog sich in die Pension zurück. Er schied per 24. Juni 2010 aus dem Landtag aus. Sein Nachfolger als erster Landtagspräsident wurde sein ebenfalls aus Siegendorf stammender Parteikollege Gerhard Steier.
Walter Prior verstarb am 13. April 2021 nach langer schwerer Krankheit im 75. Lebensjahr.
Sein Grab befindet sich im Urnenhain am Friedhof in Siegendorf.

## Auszeichnungen
- Großes Ehrenzeichen des Landes Burgenland
- 2011: Komturkreuz mit dem Stern des Landes Burgenland[4]

## Publikationen
- Rückspiegel, G’schichtn und G’schichtln, 2017[5]